# Mvelaphanda Group
Die Mvelaphanda Group ist ein diversifizierter südafrikanischer Dienstleistungskonzern. Das Unternehmen ging 2004 aus dem Zusammenschluss der Mvelaphanda Holdings und der Rebserve Holdings hervor und befindet sich zu 51 Prozent im Besitz der von Tokyo Sexwale gegründeten Mvelaphanda Holdings.
Die Mvelaphanda Group ist mit verschiedenen Tochtergesellschaften in den Bereichen Finanzdienstleistungen, Infrastruktur und Bauwirtschaft, Konsumdienstleistungen sowie Telekommunikation, Medien und Technologie tätig. 
Das an der Johannesburger Börse im Hauptsegment notierte Unternehmen beschäftigt 30.173 Mitarbeiter und erzielte im Geschäftsjahr 2010 einen Umsatz von 4,112 Milliarden Rand.